# 721.
◄ | 7. stoljeće | 8. stoljeće | 9. stoljeće | ►
◄ | 690-ih | 700-ih | 710-ih | 720-ih | 730-ih | 740-ih | 750-ih | ►
◄◄ | ◄ | 718. | 719. | 720. | 721. | 722. | 723. | 724. | ► | ►►
Astronomija • Književnost • Kršćanstvo • Pravo • Promet

## Smrti
- Kilperik II., franački kralj

## Vanjske poveznice
|  | Zajednički poslužitelj ima još gradiva o temi 721. |